# 3 Minutos Antes de a Maré Encher
3 Minutos Antes de a Maré Encher é o segundo álbum do grupo português A Naifa, editado em 2006. 3 Minutos Antes de a Maré Encher é igualmente um título de um livro de Valter Hugo Mãe.
| Críticas profissionais                                                      | Críticas profissionais |
| Avaliações da crítica                                                       | Avaliações da crítica  |
| Fonte                                                                       | Avaliação              |
| --------------------------------------------------------------------------- | ---------------------- |
| Disco Digital                                                               | (sem nota)             |
| Critica Artística                                                           | [ 2 ]                  |
| Esta tabela precisa de ser acompanhada por texto em prosa. Consulte o guia. |                        |

## Faixas
1. "Um"
2. "Da Uma da Noite às Oito da Manhã"
3. "Monotone"
4. "Fé"
5. "Antena"
6. "Quando os Nossos Corpos Se Separa"
7. "Todo o Amor do Mundo Não Foi Suficiente"
8. "Señoritas"
9. "A Verdade Apanha-se Com Enganos"
10. "Calças Vermelhas"
11. "Porque Me Traíste Tanto"

## Créditos
- Luís Varatojo, (Guitarra Portuguesa);
- João Aguardela, (Baixo);
- Mitó, (Voz);
- Paulo Martins, (Bateria)